# 迈泽科马罗姆
迈泽科马罗姆，是匈牙利费耶尔州所辖的一个村。总面积29.05平方公里，总人口948，人口密度32.6人/平方公里（2011年1月1日）。